# Historia Brittonum
Historia Brittonum är ett latinskspråkigt historieverk om britannerna, skrivet i Wales under första halvan av 800-talet. Det har traditionellt tillskrivits Nennius på grund av ett förord i hans namn. Historia Brittonum hävdar att britannerna härstammar från trojanska bosättare och fick sitt namn från Brutus från Troja. Det är det äldsta kända verket som avhandlar kung Artur som en historisk person, som dock inte beskrivs som kung utan endast som härförare.
Mycket av innehållet är av pikareskt, fantastiskt och legendariskt slag, men verket avhandlar i huvudsak historisk tid och de flesta namnen och nyckelhändelserna kan bekräftas i andra verk. Historia Brittonums historieskrivning fick stort genomslag genom sin roll som den viktigaste enskilda källan till Geoffrey av Monmouths mycket spridda De brittiska kungarnas historia.